# Організаційна поведінка
Організаційна поведінка (англ. Organizational behavior) — це наука, що вивчає поведінку людей в організації. Ці дослідження проводять для того, щоб зрозуміти хід думок людини, відчуття та поведінку тих хто працює в організаціях. 

## Характеристика поняття поведінки
Найчастіше дослідження організаційної поведінки можна класифікувати щонайменше трьома способами:
- особи в організаціях (мікрорівень);
- робочі групи (мезорівень);
- як поводяться організації (макрорівень).

Це одна з найскладніших категорій психології, педагогіки, менеджменту. Слід зазначити, що в рамках навчальної дисципліни «Організаційна поведінка» важливо розглядати такі поняття як дія, поведінка та діяльність, оскільки водночас вони дуже схожі й абсолютно різні.

### Дія
Дія характеризується як одинична, неповторна, вона може бути один раз одною, другий раз — іншою. Дії — це контакт з навколишнім середовищем, вихід суб'єкта у зовнішній світ. Вони можуть бути різноманітними, але їх об'єднує щось особливе, специфічне. Ця особливість помічається зовнішнім світом, виділяється та стає характеристикою поведінки суб'єкта і його самого. Отже, характеристика дій стає характеристикою поведінки, яка розповсюджується на внутрішній світ суб'єкта діяльності і вона співвідноситься з поведінкою як загальне з особливим.

### Діяльність
Стосовно діяльності, то вона співвідноситься з поведінкою як загальне з особливим. Усе, що характеризує діяльність, розповсюджується як загальне на поведінку, а поведінка, яка є особливою, вносить у діяльність власну різноманітність, так чи інакше впливаючи на її результат.

### Поведінка
Поведінка — сукупність дій, які є соціально значущими, усвідомленими, мають характерну для їх автора особливість, що повторюється у різних діях

## Типи організаційної поведінки
Існує три достатньо відомих типи поведінки.

### Демократичний
Спирається на колегіальність, творчість, довіру, інформування підлеглих, ініціативу, самодисципліну, свідомість, відповідальність, заохочення, орієнтацію не тільки на результати, а й на способи їх досягнення, гласність.

### Ліберальний
Відрізняється низькою вимогливістю, відсутністю дисципліни і суворості, потуранням, наданням підлеглим повної свободи дій, пасивністю керівника і втратою контролю над ними.

### Колегіальний
Цей тип набуває поширення в організаціях, діяльність яких визначається творчим ставленням співробітників до службових обов'язків, оскільки вона найбільш адекватна до умов інтелектуальної праці, дає значну свободу дій співробітникам. Успіх колегіальної моделі визначається можливістю формування (під керівництвом менеджменту) у працівників почуття партнерства, відчуття своєї необхідності та корисності.

## Проблеми організаційної поведінки
- Чітке уявлення рівня аналізу — окремий працівник, група або організація в цілому.

- Використання теорій, принципів, моделей та методів різних навчальних дисциплін (психології, соціології, культурної антропологі, тощо) для пояснення взаємозв'язку поведінки працівників організації з результативністю.

- Гуманістична орієнтація організаційної поведінки — найбільш важливими для організації є люди та їх відносини, сприйняття, здатності до навчання, почуття, цілі.

- Результатна орієнтація організаційної поведінки — покращення результатів діяльності організації.

- Значний вплив навколишнього середовища на поведінку людей в організації.

## Методи дослідження Організаційної поведінки

### Опитування
Інтерв'ю, анкетування, тестування — вимір рівня задоволеності працею, організаційним кліматом колективу (інтерв'ю можуть проводитися і по телефону);

### Збір фіксованої інформації
Вивчення організаційних документів, що регламентують діяльність працівників і груп (статут організації, корпоративний кодекс поведінки, контракти, посадові інструкції, положення про підрозділи);

### Спостереження
Вивчення обстановки, стану робочого місця, зовнішнього вигляду співробітників відповідно до вимог організаційної культури;

### Експерименти
Проведення лабораторних або природних експериментів;

### Використання Інтернету
Дослідження організаційної поведінки через Інтернет має ряд переваг:
1. економія ресурсів при проведенні обстеження: часу, коштів та інших ресурсів;
2. можливість забезпечити більшу точність за рахунок залучення більшої кількості випробовуваних;
3. легкість зміни методичного інструментарію на етапі розробки та апробації;
4. зниження впливу експериментатора;
5. використання додаткового програмного контролю при виконанні завдань.